# Moradelli
Moradelli est une firme munichoise, fondée en 1794, spécialisée dans le poinçonnage et l'emboutissage de tôles métalliques. La famille est originaire de Trente (Italie) où Andreas Moradelli exerce le métier de cordonnier. Son fils Andreas s'installe à Munich en 1790 à l'âge de 22 ans.
Charles, petit-fils du fondateur de la société, est nommé serrurier de Louis II. Il conçoit les ferrures de porte et les serrures des châteaux de Neuschwanstein, Linderhof et Herrenchiemsee, où il réalise les plafonds métalliques et les rampes d'escaliers. Il imagine le système qui permet à la table de la salle à manger de monter directement des cuisines et d'apparaître devant le roi, sans l'intervention des serviteurs.